# 圣巴斯弟盎堂 (曼海姆)
圣巴斯弟盎堂（德語：St. Sebastian）是德國曼海姆最古老的天主教会牧区教堂，也是市中心的三座牧区教堂之一，其与旧市政厅组成的巴洛克风格双子楼還是該市最古老的現存建筑。曼海姆在14及15世紀時即有天主教堂，但後來因為新教發展的因素而一度裁撤，直到18世紀才得以重設。當與市政廳共構的堂舍於1709年啟用後，曾在普法尔茨时代充當选帝侯的宫廷教堂，并由毕比纳、弗沙费尔特和埃盖尔等艺术家进行华丽的装潢。这些布置在19世纪的改造过程中有所简化，并因第二次世界大战而受损。戰後的教堂陸續於20世紀下半葉的50年代及70年代進行了翻修，進入21世紀後也仍為天主教徒在曼海姆的活動據點。

## 历史

### 曼海姆的首座教堂
曼海姆这座城市最早是在公元766年的《洛尔施手抄本》中被提及，至于教堂是从何时开始出现在曼海姆已不可考，但牧师的首次出现则得以证实是在1309年。1496年的教会会议中，一份关于沃尔姆斯总教区下属牧区的探视议定书对曼海姆牧区进行了描述，并首次明指圣巴斯弟盎将作为教堂和村庄的主保圣人。至1556年，选帝侯奥特海因里希在普法尔茨推动了宗教改革。
更多关于圣巴斯弟盎教堂的下落已无从得知，但它可能是在17世纪初被撤销，以替换成作为城堡的腓特烈堡，以保护普法尔茨的新教徒；而曼海姆村民则不得不向北迁徙至方城的低洼地区。除了三十年戰爭期间的几年外，曼海姆始终追随新教的步伐。少数派的天主教徒则遭禁止参与公开的宗教实践，因此，暗地里的礼拜活动都会在塞肯海姆境內的圣埃吉迪乌斯堂进行。

### 新建教堂

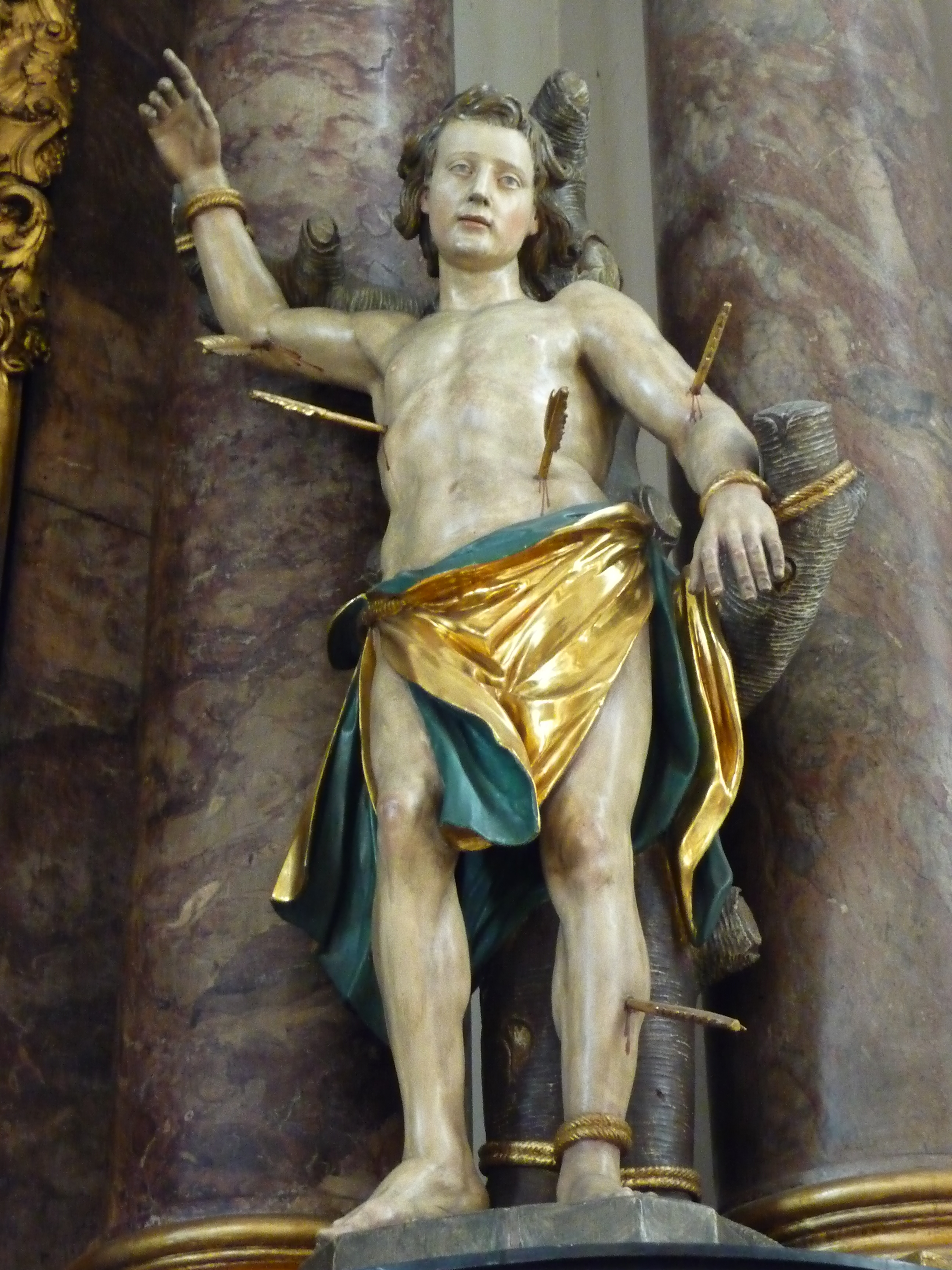
右侧祭坛的圣巴斯弟盎塑像

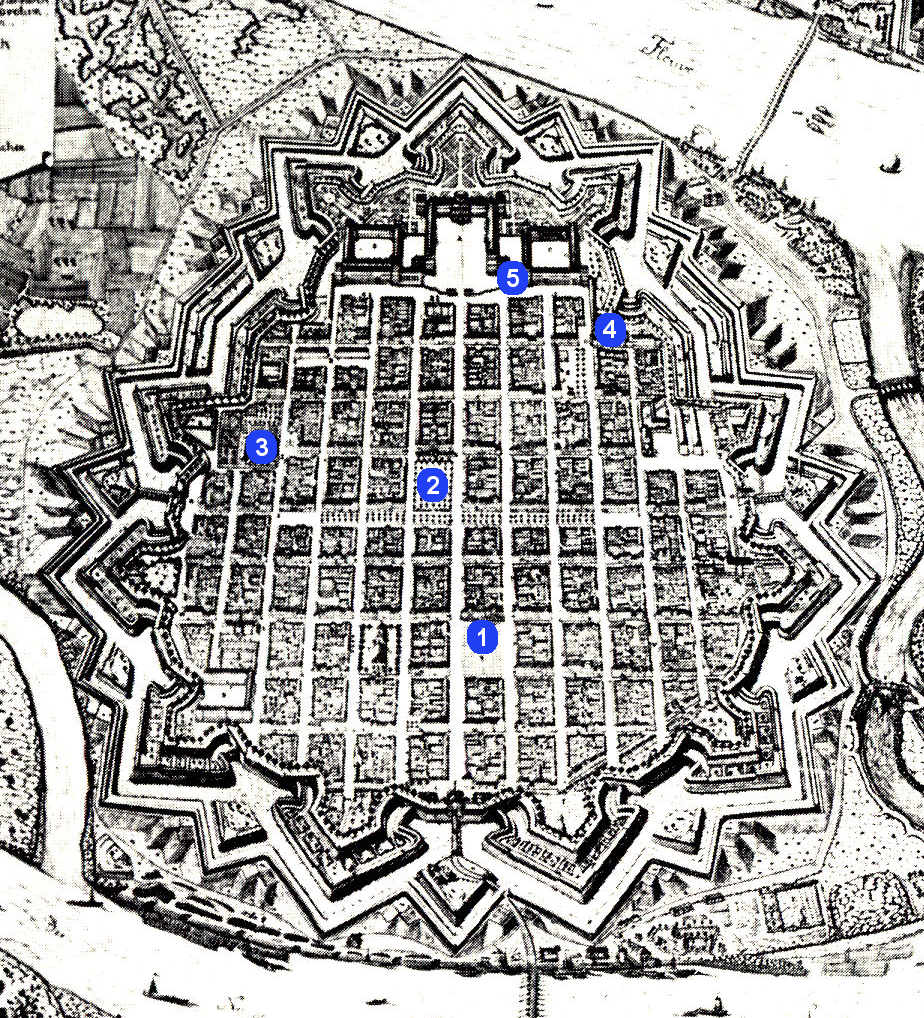
1758年的曼海姆地图：
1. 圣巴斯弟盎堂
2. 阅兵广场
3. 方濟嘉布遣會修道院
4. 耶穌會教堂
5. 宫殿教堂

1685年，菲利普·威廉成为了天主教分支——维特尔斯巴赫家族在普法尔茨的王位继承人，这使天主教徒得以共用歸正宗和信義宗的礼拜堂，而曼海姆也於1701年再度擁有自己的天主教牧区。然而，由于受到普法尔茨王位继承战争的破坏，同时只有一座临时性的共同教堂和一座1704年落成的方濟嘉布遣會教堂可供使用。此期间一座位處方城的F1地块、座落于集市广场中央的市政厅已于1700年奠基，而市政府原本在其西翼规划建造一座於上层設有交际场所的秤量房。但在天主教徒的建议和市长的支持下，該地点将改设一座天主教圣堂。选帝侯约翰·威廉在1706年批准了申请，并于同年11月25日奠基。輔理主教彼得·科尼利厄斯·毕伟格授予其三位一体和圣母蒙召升天的圣职。然而，新教徒占大多数的市议会代表對此规划施加阻力，因为其将支付大部分的费用，并且倚靠在市政厅旁的新建筑应该采用与市政厅相对应的典型风格。作为替代，他们建议将教堂构建在方城N1地块的阅兵广场上。这反过来又遭到了天主教徒的否决，因为建筑用地十分糟糕，并且那里还定期举办有牲畜集市。最终，选帝侯于1707年下令维持在集市广场建造教堂。
依照建筑师约翰·雅各布·里舍尔的设计图纸，这座教堂是在工程师威廉·廓尔（William Cour）和约翰·诺图姆（Johann W. Nottum）的领导下建造的。不同于里舍尔的最初规划，建筑物的所有部分在选帝侯的授意下都增高了约10英尺，并采用拱形窗户，而教堂顶部的圓頂则被摒弃。作为替代，教堂接纳了与市政厅相似的四坡顶。它于1709年12月12日落成，并大约在1710年被主教授予圣职。根据传统，圣巴斯弟盎担任城市牧区的主保圣人。在此之后，教堂仍然维持建设直至1723年，这主要是进行屋面粉饰和内部装潢。
1720年，选帝侯卡尔·菲利普将其普法尔茨官邸从海德堡搬迁至曼海姆，本教也因此得以在1731年曼海姆宫教堂落成之前充當宫廷教堂。即便是在那以后，选帝侯还是会定期在每年1月20日的即圣巴斯弟盎节赴该教堂进行礼拜。至1742年，教堂已在意大利建筑师亚历山德罗·加里·达·毕比纳的领导下进行了首次翻修。由于不断增长的天主教徒数量，集市广场旁的教堂很快便显得偏小。早在1744年，当地便有需要成立第二个牧区，但碍于资金缺乏而未能实现。来自巴登的新任君主卡尔·弗里德里希于1804年颁令，将牧区搬迁至耶稣会教堂，因那裡更大，且有更好的条件。而圣巴斯弟盎堂直至1824年12月才成立了独立的牧区。此后，当地居民常使用「上牧区」（Obere Pfarrei，指耶稣会堂）和「下牧区」（Untere Pfarrei，指圣巴斯弟盎堂）的称谓來區分两个牧区。

### 1827年后

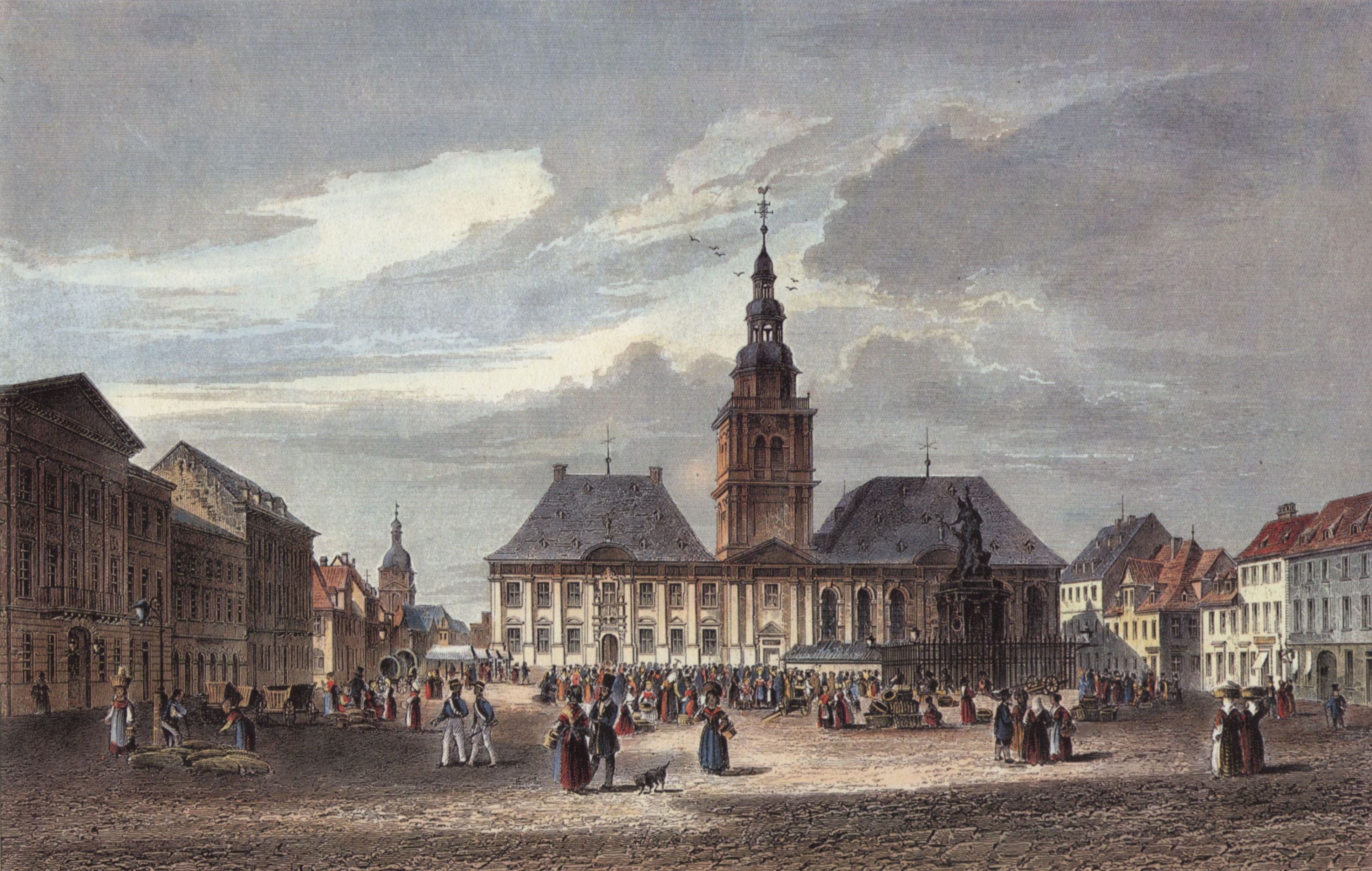
1840年的教堂视图

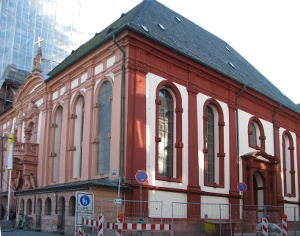
2011年的教堂视图

在天主教会内部，圣巴斯弟盎堂原隶属于沃尔姆斯总教区。在后者解散后，它自1827年起隶属于弗赖堡总教区下设的海德堡总铎区，直至1902年成立曼海姆市铎区。由于曼海姆在19世纪末的人口爆炸，1871年至1900年间的城市人口从39606人激增至141147人，需要建造更多的教堂、成立更多的牧区，並从原来的两个牧区分离，因此圣母堂和圣灵堂、耶稣圣心堂及圣若瑟堂分別于1901年、1904年和1907年相继落成。
圣巴斯弟盎堂的内部空间在此时有部分发生了剧变。首先，由保罗·埃格尔设计宏伟高祭坛基如今已不復存在，其在1875年拆除後轉售給柏林艺术博物馆，取而代之的是一座历史主义风格的华盖祭坛。它在当时被形容为“令人惋惜的世俗野蛮思想和强加的非艺术特征”。此外，祭坛装饰也在1934年作为特定用途的租借物送往柏林。而其餘經歷第二次世界大战破坏后仍然残留的祭坛物品，包括祭坛围栏和四个人物雕像，如今都陈列在博德博物馆。在1906－07年的修缮过程中，后殿和唱诗台的窗户均以砌砖堵住，至1936年又獲得复原。此前神学家约瑟夫·绍尔曾发表过一份报告，批评教堂“配色是难以形容的丑陋，粗俗难堪的艺术作品如同杂志版到处堆积”。在1906年的粉刷中还有两座“伪祭坛”被移除，总体上可以确定其原本的配色得到恢复。
第二次世界大战期间，曼海姆有超过四分之三的建筑物毁於烽火之中，但圣巴斯弟盎堂的破坏程度相对较轻。在1943年4月一次对集市广场外部立面的轰炸中，教堂的顶部和包括祭坛在内的部分室内空间受到毀损，此后当局在管风琴廊台下方设立了一个临时教堂。战争结束后，搭有临时屋顶的整座教堂已在1945年底重新继续使用。1952年至1954年期间，圣巴斯弟盎堂进行全面翻修，并更换了部分已失效的设施。新的高祭坛于1954年3月28日被赋予圣职。教堂在1973年和1999年間也曾进行过整修。
随着曼海姆市区人口的衰减和信众数量的不断降低，一项新的整顿措施在20世纪末推出。三个市中心牧区，上、下牧区以及圣母堂区于2005年9月1日合併成一个牧区单位。自2003年起，曼海姆的福音传道组会在圣巴斯弟盎堂举行礼拜仪式，而天主教高校牧区自2009年起亦然。2007年，为庆祝曼海姆城市法颁布400周年，教徒使用该教堂作为复兴古老传统的據点。此后，它又重新于每年的1月20日庆祝圣巴斯弟盎节，以纪念教堂及原村庄主保圣人的受难日。2009年，因考虑到第98届德国天主教徒代表大会将于2012年的曼海姆举行，圣巴斯弟盎堂决定进行外部装修。

## 建筑

### 外部造型

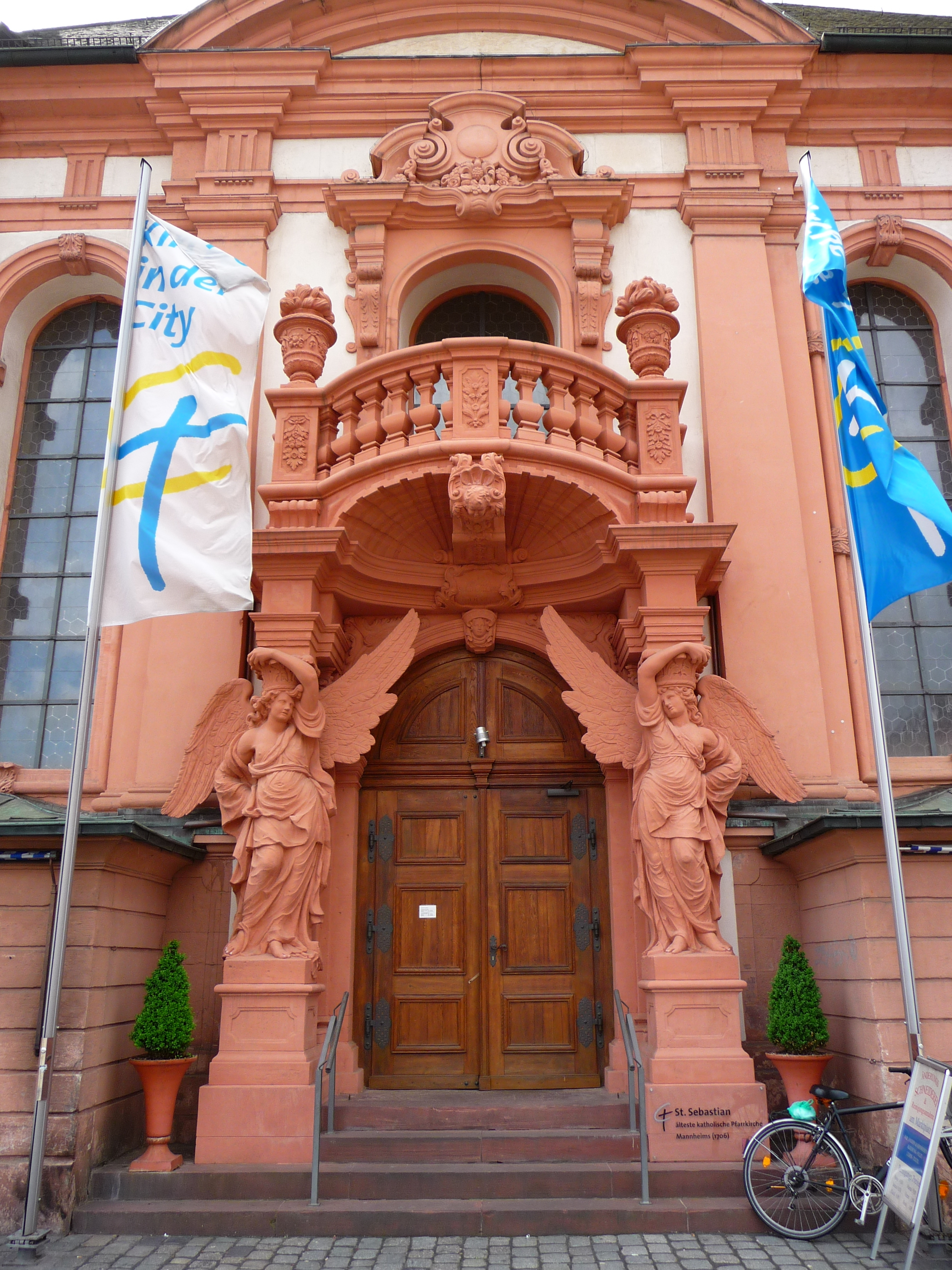
集市广场入口

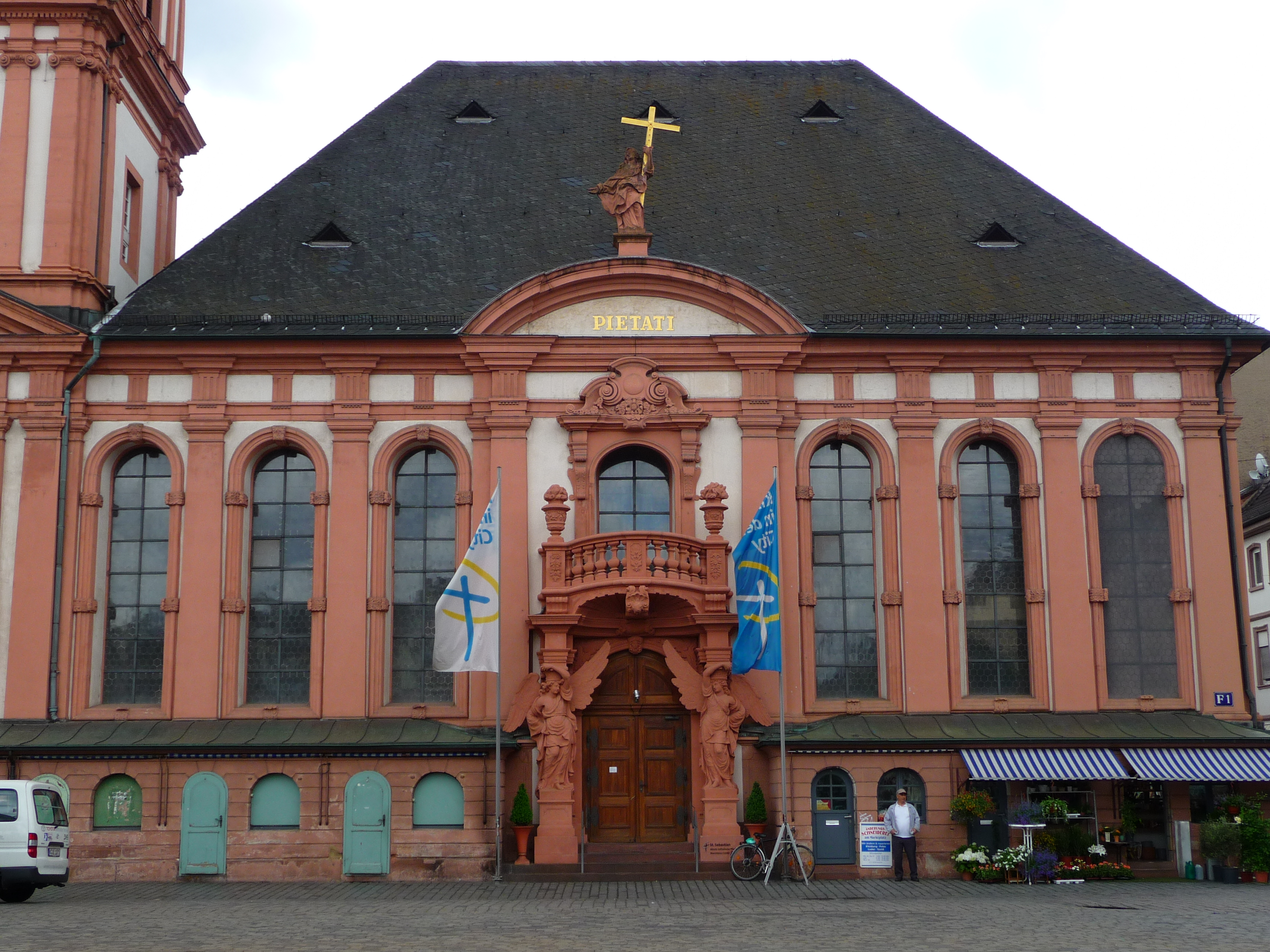
正对集市广场的外立面

圣巴斯弟盎堂与旧市政厅共同组成了地位顯要的集市广场南缘。广场的另一侧缘在二战前曾矗立有一排老房子，当中既有一座巴洛克时期的两层建筑，也有古典主义和历史主义风格的三层和四层建筑。尤其因为这些房屋毗邻集市广场，使其成為19世纪社会中上阶层的首选居住地。在战争期间，这些建筑物幾乎全部遭到摧毁，此后再以功能主义风格的住宅和商业楼宇进行替代，并因此与旧市政厅和教堂组成的巴洛克双子楼、以及1767年设立的集市广场喷泉形成强烈对比。
双子楼的外部形象为平整的亮白色乳浆和红色砂岩之间的显著交替变化，这是曼海姆在巴洛克时期的典型建筑风格。其中市政厅的建筑群、钟塔和教堂遵循曼海姆式公用建筑方案，采用基本对称的建筑布局，塔式建筑则居于正中央。世俗与宗教执法机构之间通过大写碑文相连，金色的字体标注在三个建筑部分各自的山墙上，共同组成字样（意为公义与敬虔）。房屋正面由相应的女性雕像作冠冕，象征着双方的美德。钟塔向上延伸至一个由多部分组成的阶梯状尖顶。对称性是通过两座建筑的入口得到加强。市政厅的入口带有阿忒拉斯、教堂的入口带有天使的形象作为装饰。教堂上方的露台则仅作为装饰而不可进入。
正对集市广场外立面分为七个中枢。六扇大型拱形窗户之间依附有壁柱，并伴以三联浅槽饰。基底由小杂货铺所覆盖，其高可至窗户。位于中部的圆拱形入口由两条设计为天使形象的女像柱在侧边守护。其贝壳状伸展的柱顶盘负责承载在此之上的露台。入口上方涡卷饰中的铭文训诫的是1713年的纪年铭。露台入口带有叶形装饰和盘涡形饰，并冠以一个开裂的山墙装饰。
临街的外立面也有着与集市广场外立面相似的外观。这里所划分的五个中枢是从基底的壁柱与檐口相连。拱形入口上方是一个假拱，其外框由两条科林斯式圆柱组成。在壁柱对的后方有两个小雕像，但时至今日已然空缺。庭院一侧的外立面则更为简易，因此主檐仅有一列，同时窗户也采用简单的镶框。教堂整体由一个陡峭的四坡屋顶所覆盖。

### 钟塔
相较于1908年后归属于曼海姆市的塔楼，铜钟则是由政府和牧区所共同拥有。宏大的铜钟尽管悬挂着一个比例较小的钟铃，但它却能完整的保持了自18世纪以来的四声部巴洛克钟声。大钟能够较好的发出比约一个半音更高的音调，而在巴洛克时期的许多铃都是按三声部构建（它应是四声部的e小调大七度和弦e1–g1–h1–d2）。
| 序号 | 乐音 | 铸造年份 | 铸造者，铸造地                 | Ø (mm) |
| ---- | ---- | -------- | ------------------------------ | ------ |
| 1    | f1   | 1761     | 约翰·米夏埃尔·斯泰格，曼海姆   | 1210   |
| 2    | g1   | 1720     | 海因里希·路德维希·戈斯曼，兰道 | 1010   |
| 3    | h1   | 1709     | 约翰·亚当·罗特，美因茨         | 820    |
| 4    | d2   | 1747     | 约翰·米夏埃尔·斯泰格，曼海姆   | 650    |

1956年，铸造师弗里德里希·威廉·席林格打造了一台音区范围介於d2–d4之间、有23声部的音钟，它安置在钟塔的灯笼式天窗内，并在每日的7:45、11:45和17:45奏响。它共设有六个滚轴，每个含6首曲调。各滚轴会依次使用一个月的时间，然后再进行手动更换。

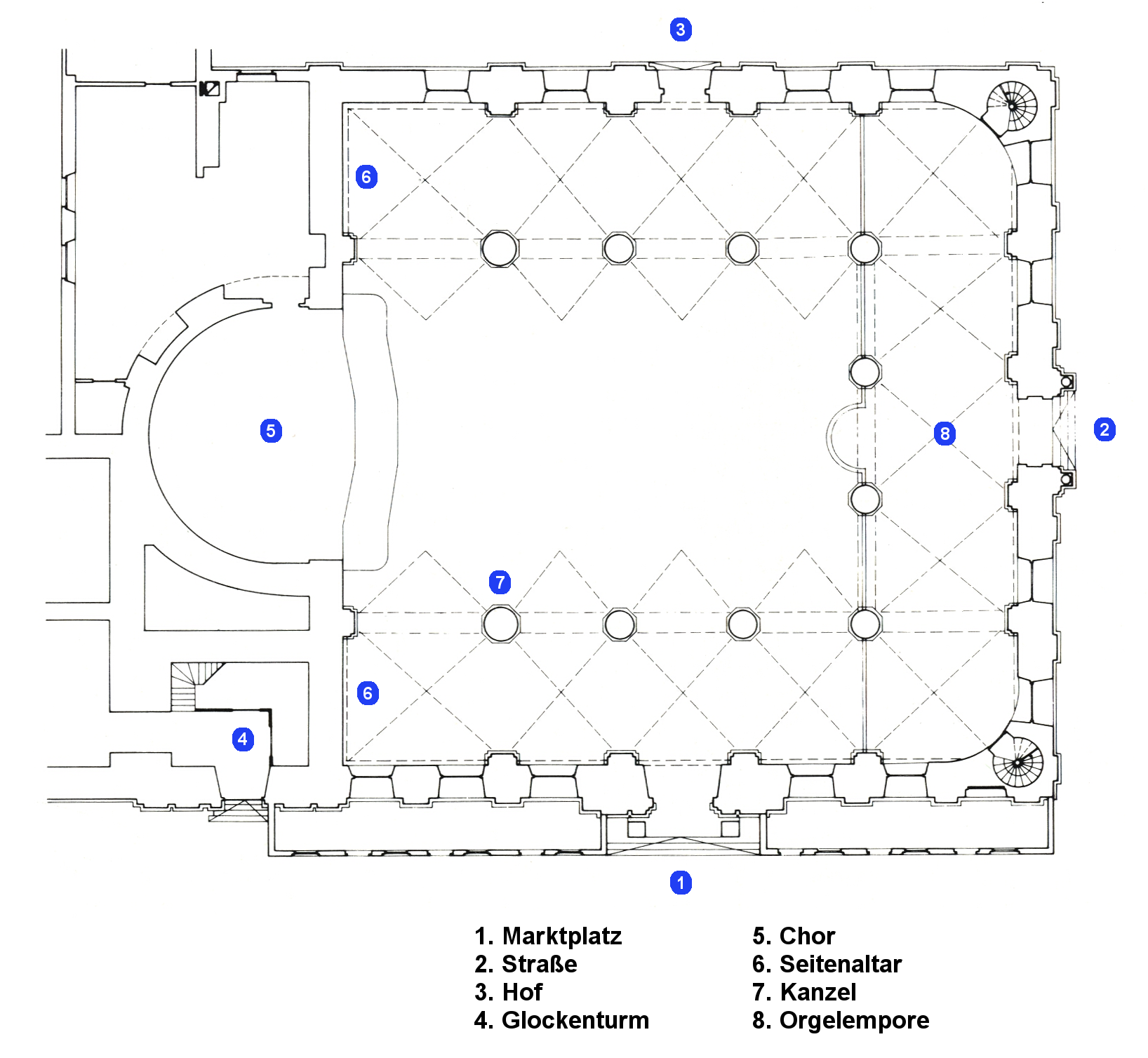
教堂平面图

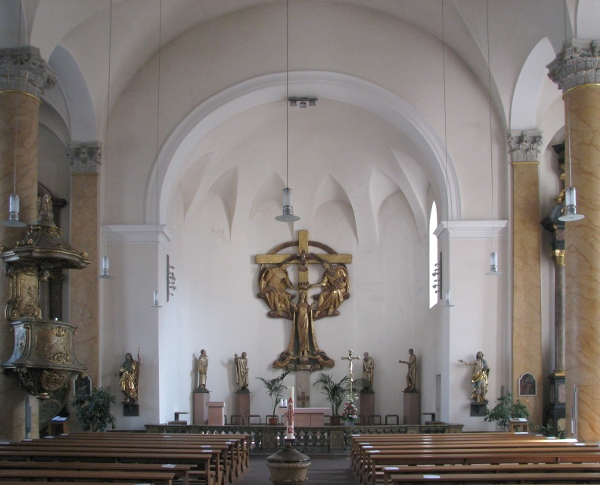
中殿，唱诗台视角

### 室内空间
教堂矗立在方形的地块上。其内部边长在不含东侧后方的唱诗台的情况下，为27米。它是通过四条建在八角形基底、带有阿提卡式底座的结实圆柱进行支承，其中两侧偏殿和中殿的柱顶为科林斯式。配备十字拱顶的偏殿空间高度为11.90米，而采用筒形拱顶的中殿为15.20米。平面呈半圆形的唱诗台则架设有带方筒拱窗洞的半圆顶。此前它也曾具有拱形窗户，并以拉毛粉饰的壁柱作分隔。唱诗台周边的圣餐台是由大理石砂岩所建，并于1741年落成。
以木质浮雕展现圣母加冕礼场景的高祭坛是由雕刻家卡尔·鲍尔在1954年创作。而1956年设立的圣徒人物约翰、保罗、彼得和圣巴斯弟盎，甚至是神龛，均出自同一艺术家之手。庆典祭坛是根据第二次梵蒂冈大公会议的礼拜仪式改革，从墙上移动至正对大众，从而失去了祭台与浮雕之间的相互联系。
侧祭坛的历史可追溯至18世纪。左侧的祭坛是献给圣西奥多，出自彼得·安东·冯·弗沙费尔特之手。它是由选帝侯卡尔·西奥多在罗马获得其姓名主保圣人的圣髑后，于1778年捐建。在祭坛上，弗沙费尔特放置了一个令人印象深刻的古典主义风格圣母玛利亚携子雕像。这是根据米开朗基罗创作的圣母玛利亚为蓝本，原型位于布鲁日的圣母教堂。在横椭圆形的山墙上自1925年以来设有一幅圣安妮的浮雕。它来自卡佩尔罗德克的古老小圣堂，那里也可能是一座诸圣修道院。

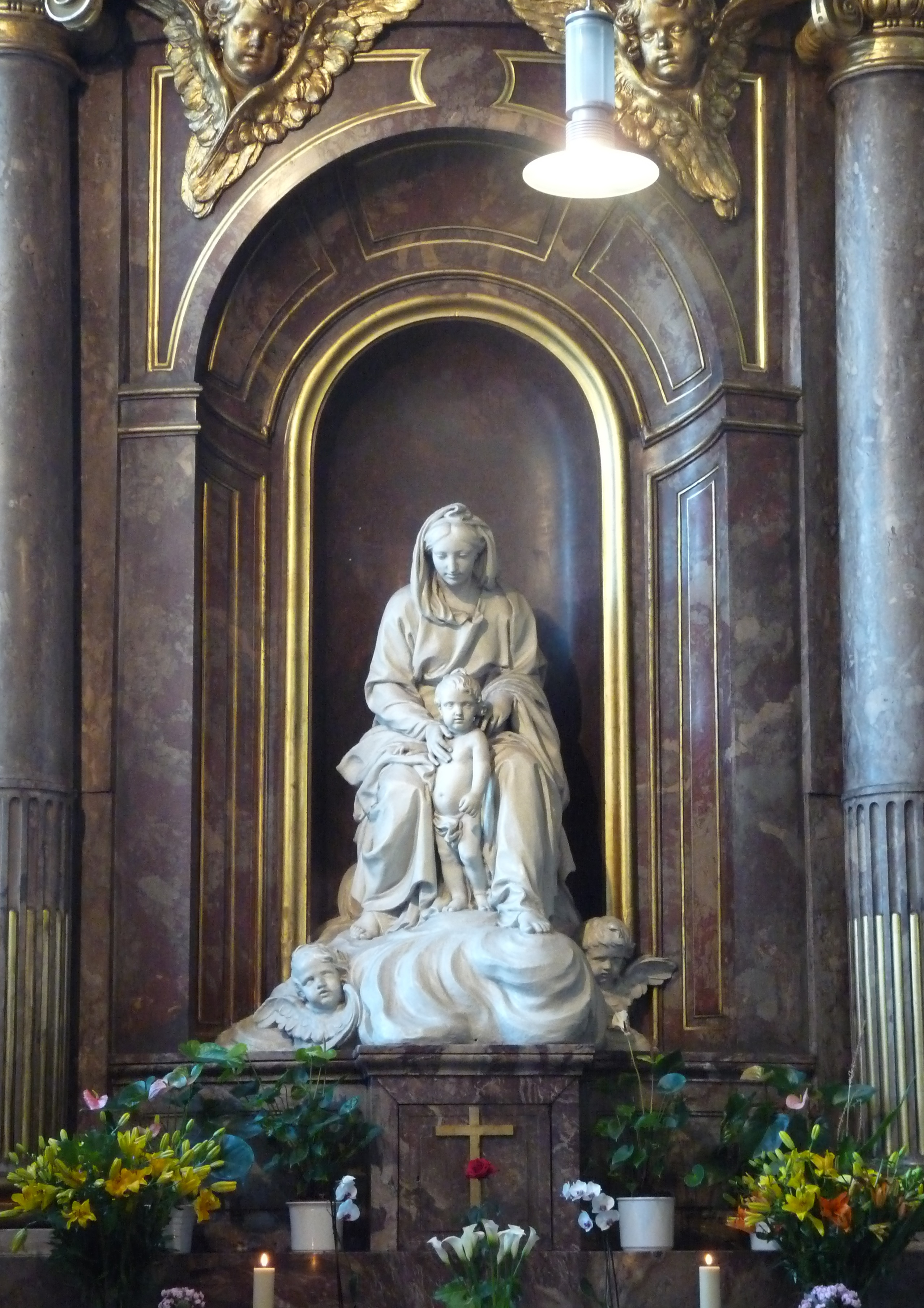
左侧祭坛
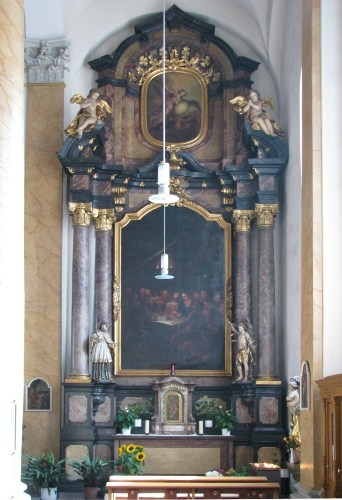
右侧祭坛
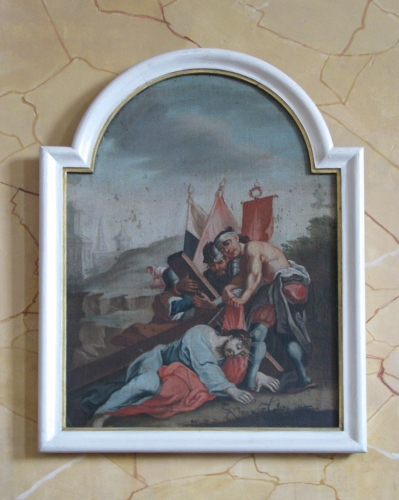
苦路处
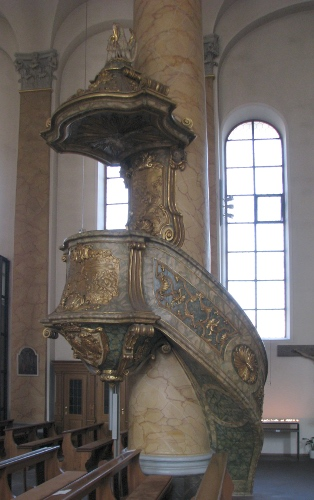
布道坛

右侧祭坛如同左侧是由淡红色的大理石所建，其主体是一个油画的祭台后部高架，描绘有最后的晚餐的场景。守护在侧的则是圣巴斯弟盎和臬玻穆的若望的雕像。
布道坛由波尔海姆-瓦滕堡伯爵夫妇所捐赠，它是在1742年根据亚历山德罗·加里·达·毕比纳的蓝图而建。优雅的弧形阶梯辅以细带画作装饰，坛脚则嵌有捐赠夫妇的纹章。坛罩的镀金浮雕展示的是《启示录》中的羔羊朝拜场景。在带有盘涡形饰和石贝装饰的布道坛顶上方最初设有福音书记者雕像。它们于19世纪70年代基于“过多皱褶”的原因被移除，取而代之的是摩西雕像。然而后者在1936年的教堂修葺过程中也被移除，并安装了一个球形把手作为替换。至1954年，高83厘米的摩西雕像在废墟中被发现，并移交至赖斯博物馆。布道坛顶本身则自1952年以来饰有鹈鹕携雏的雕刻，它是来自兰茨豪森一座天主教堂的神龛。

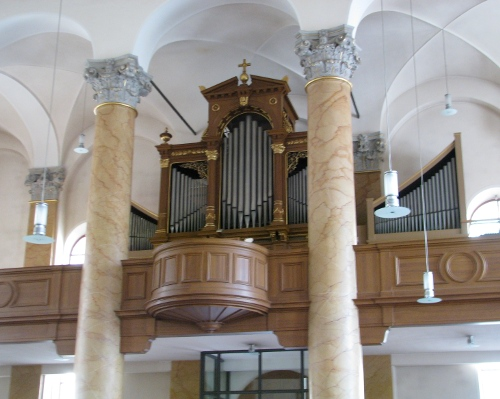
管风琴

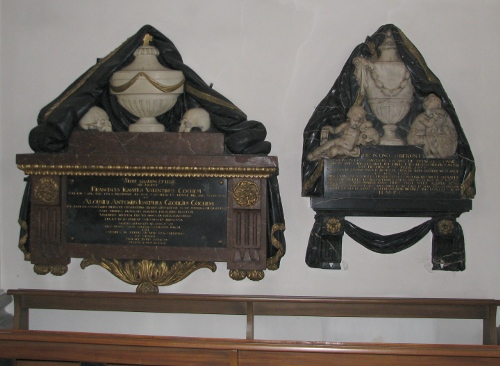
墓志铭

領洗池是在1843年设立。它由大理石砂岩所造，并以叶纹装饰。正对集市广场及临街的两个入口内各可见到2个由灰红色大理石制成的贝壳状圣水池，这是在大约1720年所建。
管风琴位于唱诗台对面的廊台上方。教堂的首台管风琴是在1715年由法兰克福管风琴师约翰·弗里德里希·马赫兰德（Johann Friedrich Machrander）所造，并一直使用至1872年。而由海因里希·福伊特所造的一台新管风琴于1875年首次在卡尔斯鲁厄的“工艺与美术”展览中面世，并于两年后移装至圣巴斯弟盎堂。如今的三键盘管风琴则是由克莱斯公司于1961年制造。它为旧的管风琴正面补充了两个侧翼，并且沿用了福伊特管风琴的木制声管。
管风琴廊台的下方有许多普法尔茨贵族和公职人员的墓碑。大部分的墓志铭是由雕刻家弗朗茨·康拉德·林克按古典主义风格所作。油画则由一位不知名的艺术家构成苦路内容。它是于19世纪上半叶在卡佩尔罗德克的牧区圣堂创建，并于1955年被带到曼海姆。据地方历史学家约翰·弗朗茨·卡佩里尼·冯·维肯堡在其所著的文选《帕拉蒂尼索引典》中记载，1734年因感染伤寒而在曼海姆去世的约翰内斯·弗朗茨·欧根·冯·萨伏伊将军，即欧根亲王的侄孙，便是埋葬在圣巴斯弟盎堂。

## 脚註
1. ↑  Jöckle & Portenlänger 2005，第18頁.
2. ↑  Mollenkopf 2004，第43頁.
3. ↑  Nieß 2006，第448, 454, 464–467頁.
4. ↑  Albert & Saltin 2009，第90–101頁.
5. ↑  Albert & Saltin 2009，第109–111, 131–135頁.
6. ↑  Albert & Saltin 2009，第135–136頁.
7. ↑  Theil 2008，第71頁.
8. ↑  Albert & Saltin 2009，第316頁.
9. ↑  Straub 1957，第49頁.
10. ↑  Huth 1982，第481–482頁.
11. ↑  Caroli & Nieß 2007，第430頁.
12. ↑  Straub 1957，第49–50頁.
13. ↑  Jöckle & Portenlänger 2005，第6頁.
14. ↑  Schenk 1999，第41頁.
15. ↑  Koch 1959，第8–15頁.
16. ↑  Koch 1959，第17頁.
17. ↑  Koch 1959，第18頁.
18. ↑  Huth 1982，第482–486頁.
19. ↑  Schilling 1992，第197頁.
20. ↑  Huth 1982，第486–490, 492–493頁.
21. ↑  Jöckle & Portenlänger 2005，第8–12頁.
22. 1 2  Huth 1982，第490頁.
23. ↑  Huth 1982，第490–492頁.
24. ↑  Huth 1982，第493頁.
25. ↑  Huth 1982，第502頁.
26. ↑  Huth 1982，第501, 511–512頁.